# Robotech II: Los Centinelas
Robotech II: Los Centinelas es una película de animación estadounidense dentro del universo Robotech, salida directamente a vídeo en 1988. Situada en el siglo XXI, a 10 años del término de la Primera Guerra Robotech, es decir, entre la Saga de Macross y Los Maestros de la Robotecnia.
Los Centinelas fue un intento de la productora Harmony Gold USA para continuar la serie original de Robotech. El proyecto de esta serie contaría con 65 episodios en total, siguiendo las aventuras de Rick Hunter, Lisa Hayes y el resto de la Fuerza Expedicionaria Robotech a bordo del SDF-3. El nombre Centinelas, hace referencia a un conglomerado de pueblos extraterrestres, que se unen en contra de un enemigo común, los Invid.
Ante la imposibilidad de terminar el proyecto debido a problemas económicos (ya que Harmony Gold producía el 80% de las series, después de que Matchbox abandonara el proyecto), y habiendo terminado solo los tres primeros capítulos, estos se utilizaron como película para VHS que funcionaria como introducción al Saga/Universo de los Centinelas.

## Producción
El estudio de animación Tatsunoko Production asignó los primeros bosquejos de los guiones a los escritores Sukehiro Tomita (Macross, Genesis Climber Mospeada) e Hiroshi Oonogi (Macross). Según el director Carl Macek, los animadores japoneses intentaron inicialmente relacionar el proyecto con las versiones originales de Macross, Southern Cross y Mospeada, hasta que Harmony Gold explicó las diferencias de las adaptaciones que hizo en Robotech.

### Cancelación de la serie y lanzamiento del video
Carl Macek culpó la cancelación de la serie debido al bajo índice de audiencia que obtuvo del público y la pérdida de apoyo de la compañía de juguetes Matchbox. 
Los esfuerzos siguientes para completar la serie fracasaron, pero lo que alcanzó a ser terminado fue lanzado en VHS por Robotech RPG publisher Palladium Books. 
Más recientemente, Los Centinelas fueron incluidos en DVD como extra en el tercer volumen de Robotech Legacy Collection (enlace roto disponible en Internet Archive; véase el historial, la primera versión y la última)., de ADV Films. El disco incluye los comentarios de Carl Macek (la mayoría de Robotech Art 3) el cual él explica los detalles de la producción.

## Sinopsis
La película cuenta dos historias paralelas, por un lado están los eventos previos a la partida del SDF-3, por otro, la invasión que hacen los Invid a Tiról, el planeta natal de los Amos Robotech.

### Eventos importantes vistos en la película
- Se deja a cargo de la protección del planeta Tierra, a Anatole Leonard y el ejército de la Cruz del Sur.
- Puede verse a Thomas R. Edwards, quien se convertirá en némesis de Rick Hunter.
- Ocurre la boda de Rick Hunter y Lisa Hayes.
- Puede verse a un joven Jonathan Wolff, quien más adelante se convertirá en héroe e inspiración de Scott Bernard.
- Se ven los prototipos de los VF-6 Alpha, que son testeados por Max Sterling.
- En Tiról se presentan a Cabel  y Rem (un nuevo clon de Zor).
- Se presentan los Invid Inorgánicos y al Regente líder de los Invid y pareja de la Regis.

## Adaptaciones en Cómic y Novelas
A pesar de su cancelación, Harmony Gold Contaba con bastante material, que fue usado en la publicación de Robotech Art 3: The Sentinels.

### Novelas
Jack McKinney realizó una serie de novelas que completaron la historia de Los Centinelas. 
- Robotech #13 - The Sentinels: The Devil's Hand
- Robotech #14 - The Sentinels: Dark Powers
- Robotech #15 - The Sentinels: Death Dance
- Robotech #16 - The Sentinels: World Killers
- Robotech #17 - The Sentinels: Rubicon

### Cómics
Los hermanos Jason y Jhon Waltrip adaptaron las cuatro primeras novelas a las historietas, que fueron publicados por Eternity Comics, en aquel entonces Academy Comics. Cuando Academy comics no pudo renovar la licencia de Harmony Gold, esta pasó a Antarctic Press.
Los elementos de la última novela de McKinney (The Sentinels: Rubicon) fueron adaptados en el cómics Robotech: Prelude to the Shadow Chronicles, De la editorial WildStorm. Esta historia cuenta los eventos anteriores a la película Robotech: The Shadow Chronicles.

## Juego RPG
Palladiun Books adaptó el material de los Sentinelas al juego Robotech RPG II: The Sentinels role-playing games.